# Innra-Dýjafell
Innra-Dýjafell är ett berg i republiken Island. Det ligger i regionen Austurland, 300 km öster om huvudstaden Reykjavík. Toppen på Innra-Dýjafell är 600 meter över havet.
Trakten runt Innra-Dýjafell är nära nog obefolkad, med mindre än två invånare per kvadratkilometer. Det finns inga samhällen i närheten. Trakten runt Innra-Dýjafell består i huvudsak av gräsmarker.